# شاپرک‌های شیپوری
شاپرک‌های شیپوری (نام علمی: Tischerioidea) نام یک بالاخانواده از زیرراسته پیچ‌زبانان است.